# Solidarité et Participation
Solidarité et Participation (SeP) was een Belgische progressieve, federalistische en pluralistische politieke beweging en partij.

## Historiek
SeP werd als politieke beweging opgericht te Nijvel op 26 maart 1983 en omgevormd tot politieke partij in 1985. De beweging had haar wortels in de christendemocratische Mouvement ouvrier chrétien (MOC). Stichtend voorzitter was Willy Thys.
Bij de federale verkiezingen van 13 oktober 1985 kwam de partij op voor de kamer van volksvertegenwoordigers in de kiesarrondissementen Aarlen-Marche-en-Famenne-Bastenaken (1,79%), Bergen (1,19%), Brussel (0,59%), Charleroi (0,89%), Dinant-Philippeville (1,18%), Doornik-Aat-Moeskroen (0,79%), Hoei-Borgworm (1,39%), Leuven (0,17%), Luik (1,38%), Namen (1,68%), Neufchâteau-Virton (1,90% /, Nijvel (2,22%), Thuin (0,95%), Verviers (1,94%) en Zinnik (1,73%). Voor de senaat kwam ze bij deze verkiezingen op in de kiesarrondissementen Aarlen (1,87%), Bergen-Zinnik (1,39%), Brussel (0,65%), Charleroi-Thuin (1,11%), Doornik-Aat-Moeskroen (0,76%), Hoei-Borgworm (1,57%), Leuven (0,15%), Luik (1,43%), Namen (1,59%), Nijvel (2,22%) en Verviers (2,15%).
Voor de gelijktijdig georganiseerde provincieraadsverkiezingen van 1985 overtuigde de partij 0,82% van de kiezers in de provincie Brabant, 1,28% te Henegouwen, 1,95% te Luik, 1,73% te Luxemburg en 1,55% te Namen. Bij de Duitstalige Gemeenschapsverkiezing van 26 oktober 1986 behaalde de partij een resultaat van 4,11%. Dit leverde 1 verkozene op in de Raad van de Duitstalige Gemeenschap, met name Josef Schumacher.
Bij de gemeenteraadsverkiezingen van 9 oktober 1988 vormde de partij met de Parti Communiste de Belgique (PCB) en de Parti ouvrier socialiste (POS) het kartel 'Ensemble Vers l'Alternative' (EVA). Dit kartel diende in acht Brusselse gemeenten kieslijsten in, met name te Anderlecht (0,66%), Brussel (0,85%), Elsene (1,53%), Etterbeek (0,51%), Sint-Gillis (0,72%), Sint-Jans-Molenbeek (0,42%), Vorst (1,59%) en Watermaal-Bosvoorde (1,77%). Daarnaast vormden ze met Ecolo en Agalev een kartel in de gemeente Ukkel onder de naam 'Vers une Ecologie Radicale, Tendre et Sympathique' (V.E.R.T.S). Dit kartel overtuigde 4,21% van de kiezers, goed voor 1 zetel. In deze gemeente kwam bij deze verkiezingen tevens de lijst VERTS op, deze behaalde 4,53% en had eveneens een verkozene.
Bij de Europese verkiezingen van 15 juni 1989 ten slotte kandideerde leden van de partij op de kieslijst van de PS.

## Bekende (ex-)leden
- Jacques Bourgaux
- Marcel Cheron

- Daniel Grodos
- Vincent Lurquin

- Josef Schumacher
- Willy Thys